# 원동초등학교 쌍포분교
원동초등학교 쌍포분교는 경상남도 양산시 원동면 원동로 2018 (내포리)에 있었던 분교이다.

## 연혁
- 1937년 7월 12일 원동공립보통학교 부설 영포간이학교 개교
- 1945년 5월 6일 쌍포공립국민학교 설립인가
- 1994년 3월 1일 원동국민학교 쌍포분교장
- 1996년 3월 1일 원동초등학교 쌍포분교장
- 1999년 9월 1일 원동초등학교로 통폐합